# Campoplex melampus
Campoplex melampus là một loài tò vò trong họ Ichneumonidae.